# موریل روب
 موریل روب (انگلیسی: Muriel Robb؛ زاده ۱۳ مهٔ ۱۸۷۸ درگذشته ۱۲ فوریهٔ ۱۹۰۷) یک تنیس‌باز اهل بریتانیا بود.